# Transponder landing system
Il transponder landing system (TLS) è un sistema di avvicinamento strumentale di precisione sviluppato dalla società americana A.N.P.C.
Le prestazioni ed il funzionamento di tale sistema sono messe a confronto, generalmente, con il più conosciuto ILS. Il sistema è stato certificato dalla FAA nel 1998 quale sistema di precisione assimilabile ad un ILS di Categoria I.

## Funzionamento a terra
Il sistema interroga il transponder del velivolo determinando, con due set di antenne, la posizione in azimuth ed elevazione dell'aeromobile. Tale operazione viene effettuata attraverso la triangolazione dei segnali ricevuti. Successivamente, una volta determinata la posizione del velivolo, il sistema ritrasmette a questo un segnale in formato ILS.

## Funzionamento a bordo
A bordo dell'aeromobile le indicazioni necessarie ad effettuare l'avvicinamento vengono visualizzate sull'apparato normalmente usato per l'ILS. Non vengono date indicazioni tipo DME/P. Vengono segnalati, solo acusticamente, i markers. Gli aghi dello strumento segnalano, con il loro movimento, l'allineamento con il sentiero di discesa e con l'asse pista. Il pilota non percepisce alcuna differenza tra un avvicinamento ILS ed uno effettuato con il TLS.

## Vantaggi
- Il TLS non richiede l'installazione a bordo del velivolo di ulteriori apparati.
- Il sistema non risente delle condizioni orografiche del sito su cui è installato.

## Svantaggi
- Il TLS non può vettorare più di un velivolo alla volta (in riferimento alle sue capacità di generazione di un segnale ILS). Allo stesso tempo tutti i velivoli raggiunti dal segnale, indipendentemente dalla loro reale posizione, ricevono le indicazioni di atterraggio relative all'aeromobile che sta eseguendo la procedura;
- Il sistema non è stato ancora certificato dall'ICAO.